# デイヴィッド・マカリスター

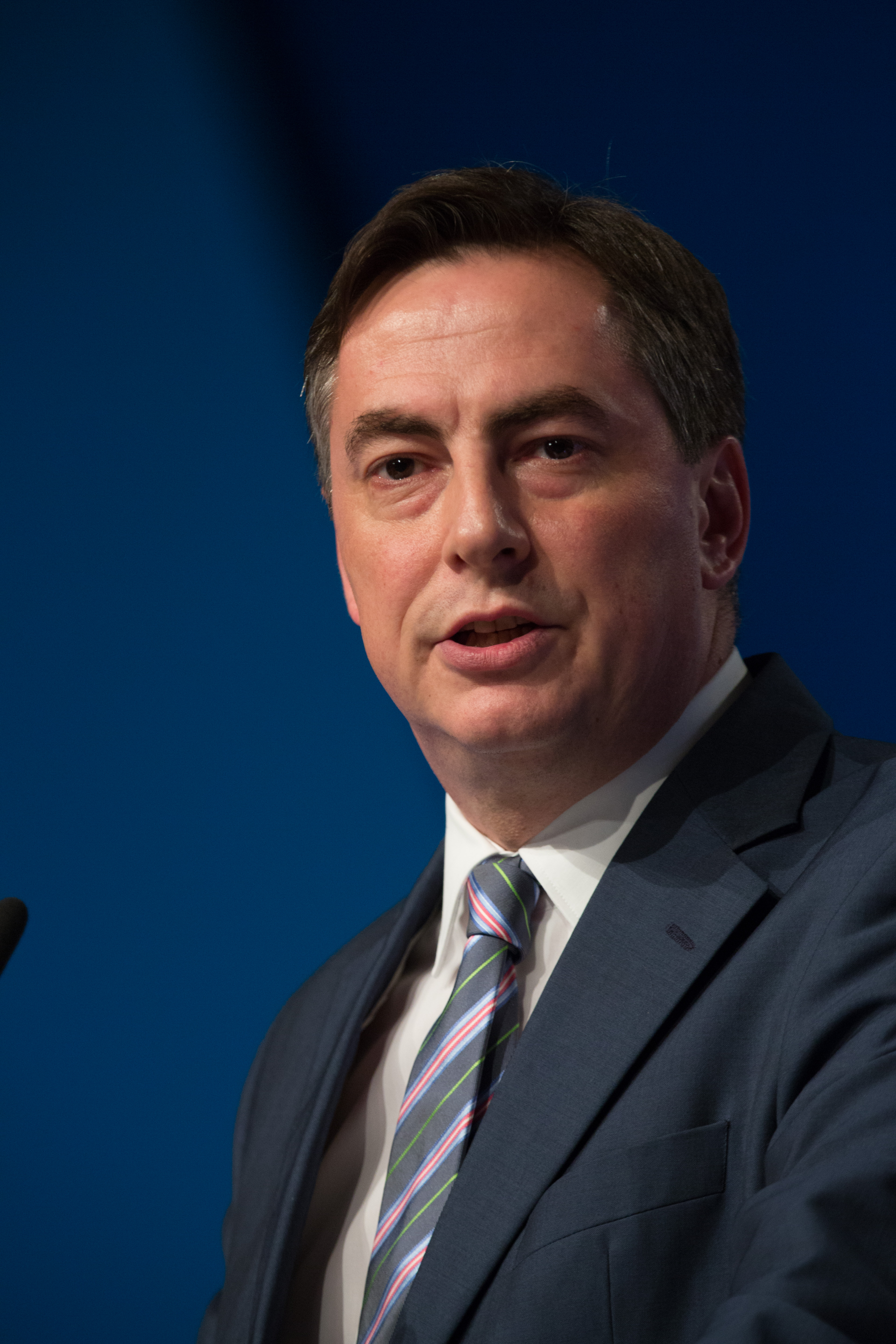
2016年のCDU党大会にて

デイヴィッド・ジェームズ・マカリスター（David James McAllister、1971年1月12日 – ）は、ドイツの政治家。欧州議会議員（3期目）。ドイツキリスト教民主同盟（CDU）所属。
2010年7月より2013年2月までニーダーザクセン州首相を務めたのち、2014年欧州議会議員選挙で初当選を果たした。

## 来歴
ベルリンに生まれる。父親はスコットランド人、母親はドイツ人。バイリンガルの環境に育ち、最初はベルリンで、ついでイギリスの小学校に通った。イギリスとドイツの二重国籍である。1982年に両親とともにニーダーザクセン州のバート・ベーダーケザに引っ越し、1989年にインターナショナルギムナジウムでアビトゥーアに合格。卒業後1991年まで兵役及びパートタイム軍人として装甲部隊に所属した。1991年から1996年までコンラート・アデナウアー財団の奨学金を受けてハノーファー大学で法学を学ぶ。1996年に第一次司法試験に合格。研修期間を経て1998年に第二次司法試験に合格し、弁護士資格を取得した。
1991年から1994年まで、ドイツキリスト教民主同盟（CDU）の青年団組織ユンゲ・ウニオンのクックスハーフェン地区代表を務めた。1996年にクックスハーフェン郡議会議員に当選。1998年にはニーダーザクセン州議会議員に当選。2001年から2002年まで故郷バート・ベーダーケザの市長を務める。2002年から2003年にはCDUのニーダーザクセン州事務局長を務めた。2003年から2010年まで同州議会でCDU党議員団長を務める。2008年6月にクリスティアン・ヴルフ州首相の後任の党ニーダーザクセン州代表に選出された 。

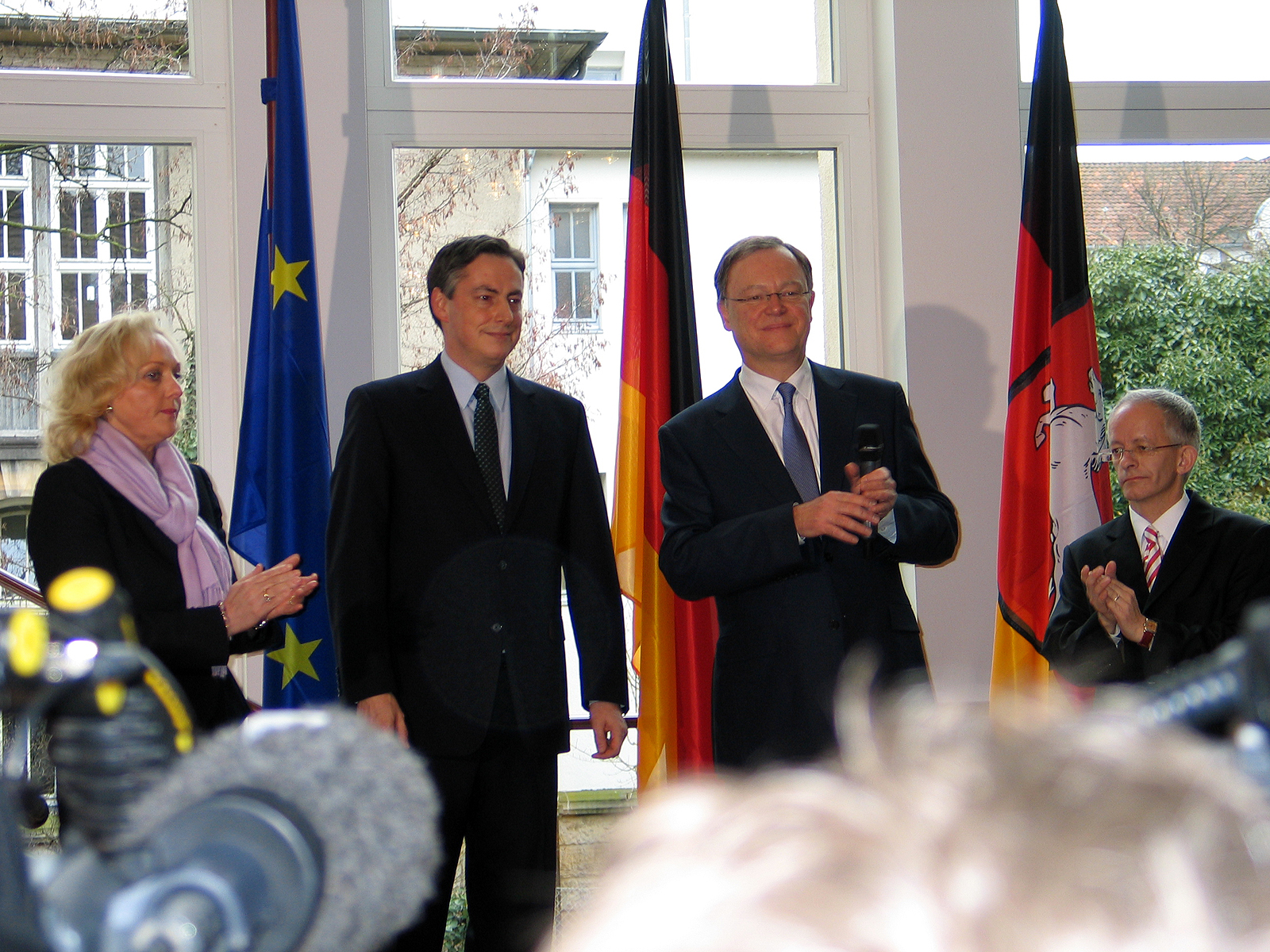
州首相の引継ぎ式典（2013年2月19日）。中央左がマカリスター、中央右が次代州首相に就任したシュテファン・ヴァイル

ヴルフ州首相が連邦大統領に転出した2010年7月1日、後任のニーダーザクセン州首相に選出され就任した。当時の現職州首相の中では最年少であった。2013年1月の州議会選挙で、マカリスター率いるCDUは州議会第一党を維持したが、野党連合の議席が上回ったため2月19日をもって離任した。
その後、翌年の欧州議会議員選挙にニーダーザクセン州選挙区から立候補し、CDU候補でトップ当選を果たした。欧州議会では外交委員会に所属し、対アメリカ合衆国代表議員団の団長を務める。同年国際民主同盟の副代表に、2015年には欧州人民党 (EPP) の副代表にそれぞれ就任し、ジョゼフ・ドールとともに欧州政策に関するEPPのワーキンググループの共同座長を務めた。2017年にはエルマール・ブロックの後任として外交委員長に就任した。一方、2016年にはヨーロッパ政治に集中したいとしてCDUのニーダーザクセン州代表を辞任した。ドイツ代表の欧州委員会委員候補にもしばしば取り沙汰されたが、2019年と2024年にはウルズラ・フォン・デア・ライエンが欧州委員長に就任したことで実現しなかった。

## 人物
2003年に結婚し、二女がある。2012年にエディンバラ大学より名誉博士号を授与された。

## 註
1. ↑  名前はドイツ語で読むと「ダフィト」だが、本人は英語式発音を通名とし周囲にもそのように呼ばれている。なお英語の「ジェームズ」にあたる名前はドイツ語ではヤーコプである。
2. ↑  “David McAllister. Der Brite, der in Hannover regieren soll”.   Hannoversche Allgemeine (2010年6月25日). 2013年2月4日閲覧。
3. ↑  “David McAllister”.   WirtschaftsWoche. 2012年8月20日時点のオリジナルよりアーカイブ。2013年2月4日閲覧。
4. ↑  “David McAllister ist neuer CDU-Chef”.   Rheinische Post (2008年6月14日). 2014年12月3日閲覧。
5. ↑  “European elections: MEP lists (complete)”.   The Parliament Magazine. 2014年6月27日閲覧。
6. ↑  Party, EPP - European People's. “Structure”. 2016年9月27日時点のオリジナルよりアーカイブ。2016年7月13日閲覧。
7. ↑  David McAllister, International Democrat Union
8. ↑  Exner, Ulrich (2016年2月11日). “Der dezente Wiederaufstieg des David McAllister”. 2024年8月11日閲覧。
9. ↑  “David McAllister gibt CDU-Parteivorsitz ab” (2016年6月19日). 2024年8月11日閲覧。
10. ↑  "McAllister erhält schottische Ehrendoktorwürde". welt.de. 16 June 2012. 2014年4月27日閲覧。